# 菲利普港湾
菲利普港湾（英語：Port Phillip Bay）是澳大利亚东南部维多利亚州中南海岸的一个封闭式海湾，在地图上形似马头，东西宽40（25英里）、南北长50（31英里），总面积超过1,930平方（750平方英里），是维多利亚第一大海湾，也是澳大利亚最重要的天然港湾之一。维多利亚州首府和最大城市、澳大利亚第二大城市墨尔本位于海湾的东北岸；维多利亚第二大城市吉朗则位于科里奥湾（Corio Bay，菲利普港湾西侧的“马嘴”部分）的西端。
菲利普港湾由东南的莫宁顿半岛（Mornington Peninsula）和西南的贝拉林半岛（Bellarine Peninsula）封闭环抱，在西南通过半岛间一个仅约2.8公里宽、称为“裂口”（the Rip）的狭短水道与巴斯海峡的外海相通。港湾绝大部分水域都适航，但相比面积来说，菲利普港湾的水深极浅——最深处只有24（79英尺），位于海湾东侧；其它区域有一半水域的深度不足8（26英尺）。因为南面两个半岛和西南方的奥特维山脉屏蔽了绝大部分来自南大洋的风暴和洋流，菲利普港湾除了“裂口”处外都较为风平浪静，非常适合海运转口。澳大利亚最大的集装箱港口（墨尔本港）和第六大港口（吉朗港）分别位于菲利普港湾的北端和西端。
菲利普港湾内的岛屿都集中在“裂口”附近，其中包括位于昆斯克利夫（Queenscliff）沙咀附近的天鹅岛、兔岛（Rabbit Island）、鸭岛、红树林岛（Mangrove Islet）等障壁岛，和波特西（Portsea）以北海域的泥岛。港湾的海岸线长约264（164英里），沿岸有利特尔河、韦里比河、雅拉河和帕特森河等主要河流注入，水量可达25立方（6.0立方英里）。

## 历史

### 史前时期

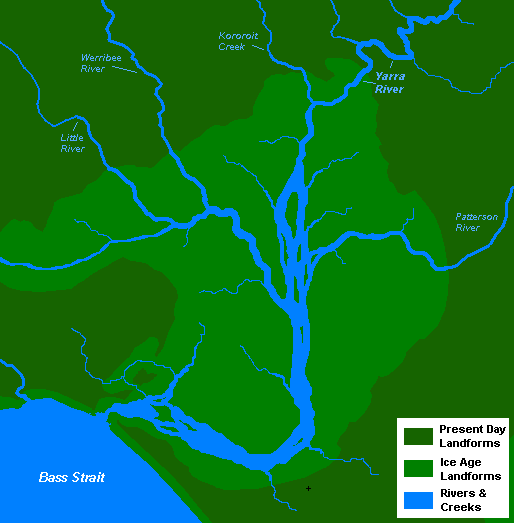
菲利普港湾形成前雅拉河下游的大致形态

菲利普港湾形成于8000～10000年前，因为末次冰期结束后海平面上升将雅拉河下游流域广阔的冲积平原淹没，在原先各支流汇集的湖泊和湿地区域周边形成了一个较浅的内陆海湾，原先的雅拉河古河口则变成了现在的“裂口”。
澳洲土著早在海湾形成前就已经在此地区居住，有证据显示至少在40000年前就有人类活动。根据当地原住民的口述历史，他们的祖先在至少18000年前就在现今海湾所占据的地区狩猎袋鼠和负鼠，海湾边大量半化石的贝冢则是原住民史前定居点的标记。当时的原住民主要以捕获包括海豹和小企鹅在内的海产为生，在寒季穿着负鼠毛皮制成的皮草和羽毛头饰。
菲利普港湾在公元前800～1000年前由于干旱期和沙洲沉积可能曾完全干涸过。而自19世纪开始，海湾周边地区就时常有地震活动
。“安东尼的鼻子”（Anthonys Nose）是莫宁顿半岛上的一个泥盆纪花岗岩形成的断崖地形，是赛尔文断层（Selwyn Fault）的一部分

，在海湾形成前曾是古雅拉河下游入海前西转之处。

### 欧洲殖民时期
1802年，英国皇家海军上尉约翰·默里（John Murray）率领舰队抵达菲利普港湾，约翰·默里以当时的新南威尔士总督菲利普·吉德利·金（Philip Gidley King）的姓氏命名为“金港湾”（Port King），然而随后菲利普·吉德利·金改以新南威尔士首任总督亚瑟·菲利普的姓氏更名为“菲利普港湾”。

## 外部連結
- .  22 (第11版). London. 1911.

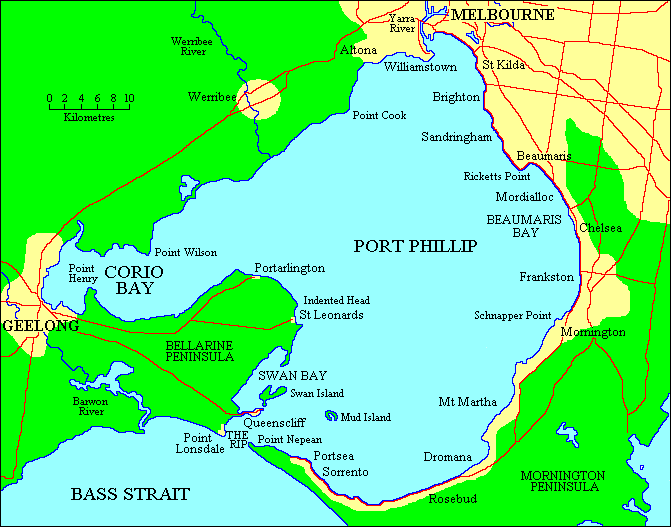
菲利普港湾地图。

- Large-scale map of Port Phillip showing beaches and recreational facilities
- Port Phillip Sea Pilots （页面存档备份，存于）
- Shipwreck Info at Heritage Victoria

38°09′S 144°52′E / 38.150°S 144.867°E